# Borotín (ort i Tjeckien, Södra Böhmen)
Borotín är en köping i Tjeckien.   Den ligger i distriktet Okres Tábor och regionen Södra Böhmen, i den centrala delen av landet, 70 km söder om huvudstaden Prag. Borotín ligger 521 meter över havet och antalet invånare är 520.
Terrängen runt Borotín är huvudsakligen platt, men åt nordväst är den kuperad. Runt Borotín är det tätbefolkat, med 383 invånare per kvadratkilometer. Närmaste större samhälle är Tábor, 10,6 km söder om Borotín. Trakten runt Borotín består till största delen av jordbruksmark.